# Colossendeis kurtchatovi
Colossendeis kurtchatovi är en havsspindelart som beskrevs av Turpaeva, E.P. 1993. Colossendeis kurtchatovi ingår i släktet Colossendeis och familjen Colossendeidae.
Artens utbredningsområde är Södra Ishavet. Inga underarter finns listade i Catalogue of Life.